# Grev Axel
Pour plus de détails, voir Fiche technique et Distribution.
Grev Axel est un film danois réalisé par Søren Fauli, sorti en 2001.

## Synopsis
Axel, un voleur sur le point d'être pendu parvient à s'échapper, dans la forêt il trouve des habits et des affaires d'une homme qui se baigne dans un étang, il s'en empare et prend son identité, il deviendra le comte Richard, il joue bien son rôle rendant la vie des paysans plus facile, La comtesse Leonora Amalie espère se marier un jour avec lui, mais cela n'intéresse pas Axel juste préoccupé par l'argent qu'il pourrait trouver dans la propreté, il apprend que le domaine est ruiné et invente un jeu à gratter pour renflouer les caisses. Quand il apprend qu'une grosse somme d'argent lui sera alloué le jour de son mariage, il précipite les choses, pensant s'enfuit en Amérique juste après. Mais les choses se compliquent quand le véritable comte Richard revient au domaine

## Fiche technique
- Titre français : Grev Axel
- Réalisation : Søren Fauli
- Scénario : Anders Thomas Jensen
- Genre : comédie
- Date de sortie : 2001

## Distribution
- Peter Frödin : Axel
- Sofie Gråbøl : Leonora Amalie
- Tomas Villum Jensen : Peter
- Egon Holmquist : Erik
- Thomas Bo Larsen : Niels
- Ole Ernst : Kroejer
- Jesper Christensen : Oberst Lejpstrup
- Ghita Nørby : Baronne Gjerløv